# Richard C. Atkinson

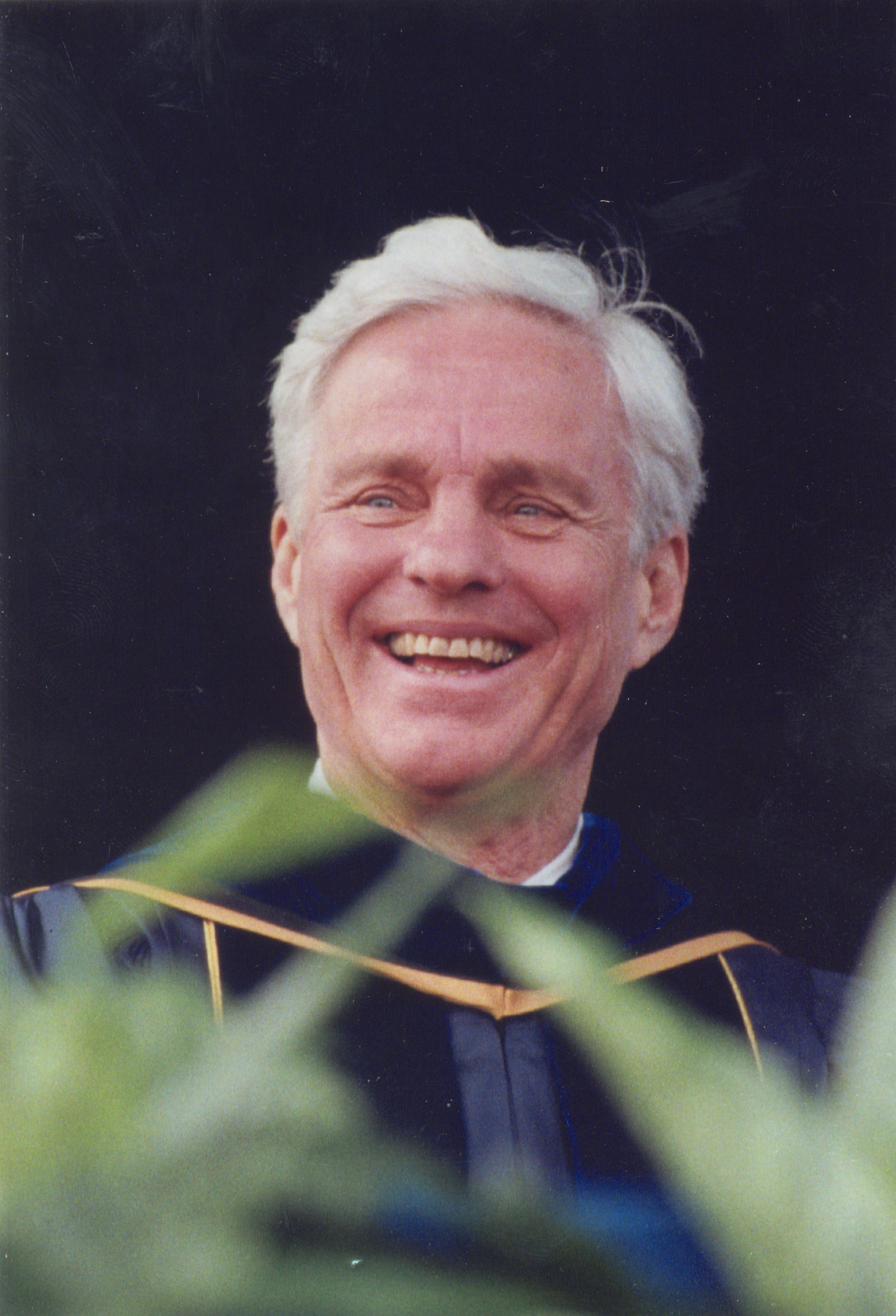
Richard C. Atkinson

Richard Chatham Atkinson (* 19. März 1929 in Oak Park, Illinois) ist ein US-amerikanischer Psychologe. Er war Professor und Kanzler der University of California, San Diego und anschließend Präsident der University of California.

## Leben
Atkinson begann als Professor für Psychologie an der Stanford University. Dort arbeitete er mit Patrick Suppes, um Kindern in den Grundschulen von Palo Alto mittels Computern Mathematik und Lesen beizubringen. Daraus entstand das Education Program for Gifted Youth.
Mit Richard M. Shiffrin entwickelte er ein Modell von Gedächtnis (Atkinson-Shiffrin-Modell 1968), welches das Gedächtnis dreifach unterteilt: ein Teil für die unmittelbaren Sinnesinformationen, die durch den Mechanismus der Aufmerksamkeit in das Kurzzeitgedächtnis übergehen, das mit dem Langzeitgedächtnis in Austausch steht.
Anschließend verließ Atkinson die Laufbahn als Forscher und wendete sich den administrativen Pflichten einer Universität zu. Er wurde Direktor der National Science Foundation und Kanzler der University of California, San Diego. Von 1995 bis 2003 war er als Nachfolger von Jack Peltason Präsident des University of California System.
Atkinson wurde in die National Academy of Sciences, die American Academy of Arts and Sciences, das Institute of Medicine, die National Academy of Education und die American Philosophical Society gewählt. Ihm zu Ehren ist der Mount Atkinson in der Antarktis benannt.

## Schriften
- R.C. Atkinson, “Computerized Instruction and the Learning Process,” American Psychologist, Vol. 23, 1968, pp. 225‐239.
- R.C. Atkinson and H.A. Wilson, “Computer‐Assisted Instruction,” in R.C. Atkinson and H.A. Wilson, eds., Computer‐Assisted Instruction: A Book of Readings, Academic Press, New York, 1969.
- R.C. Atkinson, “Instruction in Initial Reading Under Computer Control: The Stanford Project,” Educational Data Processing, Vol. 4, No. 4, 1967, pp. 175‐192.